# William Petre (12e baron Petre)
William Bernard, 12e baron Petre (20 décembre 1817 - 4 juillet 1884) est un noble catholique, constructeur d'églises. Dans une plus ou moins grande mesure, il est responsable de nouvelles églises à Brentwood, Chipping Ongar, Barking, Romford et Chelmsford et une chapelle mortuaire (conçue par William Wardell, un élève d'Augustus Welby Northmore Pugin) dans le parc de Thorndon Hall (dédié le 11 septembre 1857, et utilisé en dernier lieu pour l'inhumation en 1965), ainsi que deux fois l'extension de la chapelle à Ingatestone Hall, qui sert alors d'église paroissiale pour la localité.

## Famille
Il est le fils de William Petre (11e baron Petre) (en) et de sa première épouse Frances Charlotte Bedingfeld (1796-1822).
Ses grands-parents maternels sont Richard Bedingfeld, 5e baronnet et son épouse Charlotte Georgiana Jerningham. Charlotte est la fille de William Jerningham, 6e baronnet et de Frances Dillon.

## Wardell
William Wardell part en Australie à l'âge de 32 ans parce qu'il a la tuberculose. Il y conçoit de nombreux bâtiments, dont la cathédrale Sainte-Marie de Sydney. Dans des témoignages à Wardell, Lord Petre exprime sa confiance en lui et note sa « position reconnue au premier rang des architectes anglais ».

## Ordre de Pie IX
C'est sans aucun doute pour ces œuvres caritatives que le pape Pie IX décerne à Lord Petre l'Ordre de Pie IX bien qu'il existe une tradition familiale qu'il l'ait reçu en reconnaissance de ses services en tant que commandant d'une force de zouaves pontificaux, volontaires internationaux, dans la défense de Rome contre Giuseppe Garibaldi.
Si cela semble peu probable, outre la Garde suisse, Pie IX avait un autre garde du corps appelé les Zouaves dans lequel il est d'usage que de jeunes gentilshommes catholiques, disqualifiés pour devenir officiers dans l'armée britannique, servent. Avec le départ des forces alliées du Second Empire français au début de la guerre franco-prussienne (1870), les États pontificaux ne pouvaient offrir que peu de résistance à l'armée italienne et tombent.

## Mariage et enfants
Le 26 septembre 1843, à Londres, Petre épouse Mary Theresa Clifford (1er septembre 1823 – 31 décembre 1895). Elle est la fille de Charles Thomas Clifford et de Theresa Constable-Maxwell. Ses grands-parents paternels sont Charles Clifford, 6e baron Clifford de Chudleigh et Eleanor Mary Arundell. Eleanor est la fille d'Henry Arundell (8e baron Arundell de Wardour) et de son épouse Mary Christina Conquest.
Petre et sa femme ont douze enfants :
- Frances Mary Petre (1846 - 25 mai 1920). Mariée à George Forbes (7e comte de Granard).
- William Petre (13e baron Petre) (en) (26 février 1847 - 8 mai 1893).
- Isabella Mary Petre (1849 - 15 juillet 1919). Mariée à Frederick Stapleton-Bretherton. Ils sont les parents de la princesse Evelyn Blücher.
- Margaret Mary Petre (vers 1850 - ?). religieuse.
- Katherine Mary Lucy Petre (1851 - 21 octobre 1932).
- Theresa Mary Louisa Petre (1853 - ?). religieuse.
- Mary Winifrede Petre (1855 - 31 juillet 1947). Sœur de la Charité.
- Eleanor Mary Petre (1856 - 17 novembre 1908). Mariée à Edward Southwell Trafford.
- Bernard Henry Philip Petre, 14e baron Petre (31 mai 1858 - 16 juin 1908).
- Monica Mary Petre (1860 - 15 mai 1907). Mariée à John Erdeswick Butler-Bowden, lieutenant-colonel de l'armée britannique.
- Philip Benedict Joseph Petre, 15e baron Petre (21 août 1864 - 6 décembre 1908).
- Joseph Lucius Henry Petre (22 avril 1866 - 24 janvier 1900) capitaine de l'armée britannique. Il combat dans la seconde guerre des Boers et est parmi les victimes de la bataille de Spion Kop.

## Déclin de Thorndon
Dans les années 1860, le faste et le glamour des premières années de vie à Thorndon Hall commencent à s'estomper. Le jeune John Dalberg-Acton, 1er baron Acton passe un week-end à Thorndon. Il est invité parce que Lady Petre a une ribambelle de filles « belles et divinement grandes » à marier. Le jeune homme studieux, cependant, ne s'est pas beaucoup amusé, trouvant le passe-temps favori du patin à roulettes dans la salle de bal trop bruyant à son goût.
Cependant, c'est le grand incendie de 1878 qui met finalement fin aux jours de Thorndon en tant que grande maison. William a presque certainement commandé un grand groupe de meubles, maintenant à Ingatestone, dans la dernière partie du XIXe siècle, remplaçant peut-être les éléments détruits dans l'incendie.

## Église de Romford
Il fait don des terrains pour la construction de l'église Saint-Édouard le Confesseur à Romford, consacrée par le cardinal Nicholas Wiseman le 6 mai 1856.
C'est l'un des premiers, après la restauration de la hiérarchie anglaise. Le terrain de l'église a été donné par la famille Petre de Thorndon et Ingatestone Hall, et ils paient également pour le bâtiment. À cette époque, Romford est un peu plus rurale et ne compte qu'une poignée de familles catholiques, ainsi les proportions de l'église reflètent la maigreur de la congrégation. Aujourd'hui, St Edward's se trouve au centre de ce qui est une ville de marché prospère, de caractère plutôt plus urbain.